# Liste der Kulturdenkmale in Feulen
In der Liste der Kulturdenkmale in Feulen sind alle Kulturdenkmale der luxemburgischen Gemeinde Feulen aufgeführt (Stand: 26. September 2022).

## Kulturdenkmale nach Ortsteil

### Feulen
| Bild           | Bezeichnung                          | Lage             | Beschreibung | Stufe | Eingetragen seit  |
| -------------- | ------------------------------------ | ---------------- | ------------ | ----- | ----------------- |
| Weitere Bilder | Kirche St-Jean-Baptiste mit Friedhof | Kirchwee (Karte) |              | PCN   | 28. Dezember 1961 |

### Niederfeulen
| Bild                      | Bezeichnung               | Lage                          | Beschreibung | Stufe | Eingetragen seit |
| ------------------------- | ------------------------- | ----------------------------- | --- | ----- | ---------------- |
| Gebäude                   | Gebäude                   | 23, route de Bastogne (Karte) | | PCN   | 26. Oktober 2012 |
| Gebäude mit Nebengebäuden | Gebäude mit Nebengebäuden | 7, rue Belle-Vue (Karte)      | | IS    | 8. November 2011 |
| „Hennesbau“               | „Hennesbau“               | 15C, rue de la Fail (Karte)   | Im Jahr 1827 erhielt der Gerber Jean-Henri Elsen die Genehmigung zum Bau eines Gebäudes am Fellbach, das als Lohmühle, Ölmühle und eine Sägemühle genutzt werden sollte. Nachdem Elsen 1836 früh starb, erwarb 1851 Jean-Pierre Berns das Gebäude im Rahmen einer Versteigerung und nutzte es als Lager für Gerbrinde und Schuppen für landwirtschaftliche Geräte. Die Keller wurden erst als Sägewerk, dann als Molkerei, dann schließlich als Stallungen genutzt. Im Jahr 1979 kaufte die Gemeinde das Gebäude und baute es zu einem Kulturzentrum um. In den Jahren 2008/09 wurde die Infrastruktur modernisiert und entlang des Gebäudes ein gläserner Panoramaaufzug angebaut. | IS    | 7. November 2012 |

### Oberfeulen
| Bild      | Bezeichnung | Lage                      | Beschreibung | Stufe | Eingetragen seit |
| --------- | ----------- | ------------------------- | ------------ | ----- | ---------------- |
| Gebäude   | Gebäude     | 16, route d’Arlon (Karte) |              | PCN   | 18. Januar 2013  |
| Bauernhof | Bauernhof   | 3, route d’Arlon (Karte)  |              | PCN   | 9. Februar 2018  |
| Wohnhaus  | Wohnhaus    | 13, route d’Arlon (Karte) |              | IS    | 10. August 2016  |

Legende: PCN – Immeubles et objets bénéficiant des effets de classement comme patrimoine culturel national; IS – Immeubles et objets inscrits à l’inventaire supplémentaire

## Quelle
- Liste des immeubles et objets beneficiant d’une protection nationales, Nationales Institut für das gebaute Erbe, Fassung vom 12. September 2022, S. 38 (PDF)